# Sinar Petir
Sinar Petir is een bestuurslaag in het regentschap Tanggamus van de provincie Lampung, Indonesië. Sinar Petir telt 1169 inwoners (volkstelling 2010).